# Фортунов цефалотаксус
Фортуновият цефалотаксус (Cephalotaxus fortunei) е растение от семейство Цефалотаксови (Cephalotaxaceae). Той е малко дърво, което достига височина до 10 m, и е често с храстовиден облик (хабитус).

## Описание
Младите клонки отначало са зелени, а впоследствие стават червено-кафяви. Листата са дълги от 5 до 9 см, ориентирани двуредно в една равнина. Постепенно са заострени към върха, слабо съпровидно извити. Отгоре листата са с изпъкнала средна жилка и са лъскаво-зелени, а отдолу с две ясни бели ивици, съставени от 18 – 22 линии. Семето е елипсовидно-яйцевидно, дълго 2 – 3 см, широко 1 – 1,5 см. Oтначало е синкавозелено, а при узряване е маслиненокафяво.

## Биология
Фортуновият цефалотаксус е разпространен в Централен Китай и Югозападен Китай. За доброто си развитие изисква дълбоки, влажни, добре дренирани и богати с хранителни вещества почви. Чувствителен е към зимните температури, затова се отглежда рядко в България. Използва се за единични и групови засаждения в парковете на полусенчести и свежи местообитания.